# Federazione pallavolistica dell'Egitto
La Federazione egiziana di pallavolo (eng. Egyptian Volleyball Federation, FEVB) è un'organizzazione fondata per governare la pratica della pallavolo in Egitto.
Organizza il campionato maschile e femminile, e pone sotto la propria egida la nazionale maschile e femminile.
Ha aderito alla FIVB nel 1947.